# World Summit Award
Die World Summit Awards (kurz: WSA) sind eine Initiative zur weltweiten Verbesserung und Verbreitung digitaler Angebote und Inhalte. Ein übergeordnetes Ziel der WSA ist beispielsweise die Überwindung der digitalen Kluft. Unterstützt wird die Initiative von Staaten und Organisationen weltweit, so unterstützen beispielsweise auch die UNIDO und die UNESCO die World Summit Awards.

## Gründung und Ziele
Initiiert wurde der World Summit Award durch die österreichische Regierung im Rahmen des im Jahre 2003 abgehaltenen Weltgipfels zur Informationsgesellschaft.
Heute unterstützen 194 Staaten der Vereinten Nationen, private Organisationen und gesellschaftliche sowie politische Persönlichkeiten die World Summit Awards.
Die WSA haben sich den UN-Sustainable Development Goals verschrieben. Trägerverein des World Summit Awards ist das International Center for New Media mit Sitz in Salzburg und Wien.

## Preise
Der World Summit Award prämierte von 2003 bis 2009 alle zwei Jahre, seit 2010 jährlich im Rahmen eines Wettbewerbs besonders innovative und herausragende internetbasierte Inhalte, Konzepte und Anwendungen. Die Preise werden inzwischen acht Kategorien vergeben:
- Business & Commerce
- Culture & Tourism
- Environment & Green Energy
- Government & Citizen Engagement
- Health & Well-Being
- Inclusion & Empowerment
- Learning & Education
- Smart Settlements & Urbanization

Es wird zwischen zwei Preisen, die vergeben werden, unterschieden:
- Den allgemeinen World Summit Award, der eine Nominierung in einer nationalen Vorrunde erfordert. Nominiert werden können alle Unternehmen, die mit einem digitalen Produkt zur Erfüllung der UN SDGs beitragen. Eigennominierungen sind möglich. Die deutsche Vorrunde wird von WSA Germany veranstaltet[6]. Um am globalen Wettbewerb teilnehmen zu können, muss die nationale Vorrunde gewonnen werden. Es werden jährlich 40 Gewinner prämiert, von denen einer zum Global Champion im Rahmen eines Pitch-Wettbewerbs vor internationaler Jury gekürt wird.
- Den seit 2016 parallel ausgetragenen WSA Young Innovators Award, für den sich Unternehmen aus aller Welt selbst bewerben können, bei denen der größte Teil des Gründungsteams 26 Jahre oder jünger zum Zeitpunkt der Bewerbung ist und die – wie auch beim World Summit Award – mit einem digitalen Produkt zur Erfüllung der UN SDGs beitragen. Der Preis wurde eingeführt, um jungen, unbekannteren aber vielversprechenden Startups eine Möglichkeit zur Teilnahme am Wettbewerb zu ermöglichen. Es werden jährlich 5 Gewinner prämiert, von denen einer zum Global Champion im Rahmen eines Pitch-Wettbewerbs vor internationaler Jury gekürt wird.

Weiter veranstaltet der World Summit Award Konferenzen, Veranstaltungen, Ausstellungen, und Galas, auf denen für die Ziele der Initiative geworben und Experten sich fachlich austauschen können.

## Vergangene Wettbewerbe und Preisträger
| Wettbewerb                                 | Preisträger                                         | Kategorie                        | Herkunftsland          |
| ------------------------------------------ | --------------------------------------------------- | -------------------------------- | ---------------------- |
| World Summit Awards 2019                   | Socialsuite                                         | Business & Commerce              | Australien             |
| World Summit Awards 2019                   | Socialab                                            | Business & Commerce              | Chile                  |
| World Summit Awards 2019                   | Vimosure                                            | Business & Commerce              | Botswana               |
| World Summit Awards 2019                   | PAYMHO                                              | Business & Commerce              | Mexiko                 |
| World Summit Awards 2019                   | Meda Chat                                           | Business & Commerce              | Äthiopien              |
| World Summit Awards 2019                   | The Living First Languages Platform                 | Culture & Tourism                | Australien             |
| World Summit Awards 2019                   | Artivive                                            | Culture & Tourism                | Österreich             |
| World Summit Awards 2019                   | SUDA                                                | Culture & Tourism                | Chile                  |
| World Summit Awards 2019                   | Mapalytics                                          | Culture & Tourism                | Pakistan               |
| World Summit Awards 2019                   | Digital Collections Programme (NHM London)          | Culture & Tourism                | Vereinigtes Königreich |
| World Summit Awards 2019                   | WATER                                               | Environment & Green Energy       | Ghana                  |
| World Summit Awards 2019                   | OneSoil                                             | Environment & Green Energy       | Belarus                |
| World Summit Awards 2019                   | SHUFOLA                                             | Environment & Green Energy       | Bangladesch            |
| World Summit Awards 2019                   | Ecosia                                              | Environment & Green Energy       | Deutschland            |
| World Summit Awards 2019                   | Pylon Network                                       | Environment & Green Energy       | Spanien                |
| World Summit Awards 2019                   | TerriData                                           | Government & Citizen Engagement  | Kolumbien              |
| World Summit Awards 2019                   | GIVE.ASIA                                           | Government & Citizen Engagement  | Südkorea               |
| World Summit Awards 2019                   | meuParlamento.pt                                    | Government & Citizen Engagement  | Portugal               |
| World Summit Awards 2019                   | CitizenLab                                          | Government & Citizen Engagement  | Belgien                |
| World Summit Awards 2019                   | Communiteer                                         | Government & Citizen Engagement  | Australien             |
| World Summit Awards 2019                   | ChestEye CAD                                        | Health & Well-Being              | Litauen                |
| World Summit Awards 2019                   | VOKA.IO                                             | Health & Well-Being              | Belarus                |
| World Summit Awards 2019                   | Reducept                                            | Health & Well-Being              | Niederlande            |
| World Summit Awards 2019                   | Next Step for Epilepsy Seizure Prediction           | Health & Well-Being              | Spanien                |
| World Summit Awards 2019                   | KEA MEDICALS                                        | Health & Well-Being              | Benin                  |
| World Summit Awards 2019                   | Bloom Impact                                        | Inclusion & Empowerment          | Ghana                  |
| World Summit Awards 2019                   | MISSING                                             | Inclusion & Empowerment          | Indien                 |
| World Summit Awards 2019                   | DOT                                                 | Inclusion & Empowerment          | Südkorea               |
| World Summit Awards 2019                   | STRAP                                               | Inclusion & Empowerment          | Mexiko                 |
| World Summit Awards 2019                   | SiMAX                                               | Inclusion & Empowerment          | Österreich             |
| World Summit Awards 2019                   | Jana Reading                                        | Learning & Education             | Palästina              |
| World Summit Awards 2019                   | BitDegree                                           | Learning & Education             | Litauen                |
| World Summit Awards 2019                   | School of Fish                                      | Learning & Education             | Singapur               |
| World Summit Awards 2019                   | Ovante                                              | Learning & Education             | Kolumbien              |
| World Summit Awards 2019                   | AMBOSS                                              | Learning & Education             | Deutschland            |
| World Summit Awards 2019                   | Vienna provides Space                               | Smart Settlements & Urbanization | Österreich             |
| World Summit Awards 2019                   | Sekura                                              | Smart Settlements & Urbanization | Israel                 |
| World Summit Awards 2019                   | BRIDGEFY                                            | Smart Settlements & Urbanization | Mexiko                 |
| World Summit Awards 2019                   | RaSpect Intelligence                                | Smart Settlements & Urbanization | China                  |
| World Summit Awards 2019                   | People’s Protection App                             | Smart Settlements & Urbanization | Spanien                |
| World Summit Awards: Young Innovators 2019 | Shuttle                                             | Young Innovators                 | Bangladesch            |
| World Summit Awards: Young Innovators 2019 | Liberate: My OCD Fighter                            | Young Innovators                 | Indien                 |
| World Summit Awards: Young Innovators 2019 | Virtualahan                                         | Young Innovators                 | Philippinen            |
| World Summit Awards: Young Innovators 2019 | Forest and Climate                                  | Young Innovators                 | Serbien                |
| World Summit Awards: Young Innovators 2019 | Almeta                                              | Young Innovators                 | Syrien                 |
| World Summit Awards 2018                   | Scriptr.io                                          | Business & Commerce              | Libanon                |
| World Summit Awards 2018                   | Pulsetip                                            | Business & Commerce              | Litauen                |
| World Summit Awards 2018                   | Sokowatch                                           | Business & Commerce              | Kenia                  |
| World Summit Awards 2018                   | Carrot Estate                                       | Business & Commerce              | Nigeria                |
| World Summit Awards 2018                   | Grasshoppers                                        | Business & Commerce              | Sri Lanka              |
| World Summit Awards 2018                   | Smartify CIC                                        | Culture & Tourism                | Vereinigtes Königreich |
| World Summit Awards 2018                   | Afrocomix                                           | Culture & Tourism                | Ghana                  |
| World Summit Awards 2018                   | Baahdy & Birdy                                      | Culture & Tourism                | Norwegen               |
| World Summit Awards 2018                   | Great War through VR (Museum of Monte San Michele)  | Culture & Tourism                | Italien                |
| World Summit Awards 2018                   | Wikiloc                                             | Culture & Tourism                | Spanien                |
| World Summit Awards 2018                   | Geopotato                                           | Environment & Green Energy       | Bangladesch            |
| World Summit Awards 2018                   | Kuza One                                            | Environment & Green Energy       | Kenia                  |
| World Summit Awards 2018                   | CAALA                                               | Environment & Green Energy       | Deutschland            |
| World Summit Awards 2018                   | World Cleanup                                       | Environment & Green Energy       | Brasilien              |
| World Summit Awards 2018                   | yonodesperdicio.org                                 | Environment & Green Energy       | Spanien                |
| World Summit Awards 2018                   | Supercívicos App                                    | Government & Citizen Engagement  | Mexiko                 |
| World Summit Awards 2018                   | CHAOS LIVEABILITY AI                                | Government & Citizen Engagement  | Finnland               |
| World Summit Awards 2018                   | Land Conflict Watch                                 | Government & Citizen Engagement  | Indien                 |
| World Summit Awards 2018                   | IremboGov                                           | Government & Citizen Engagement  | Ruanda                 |
| World Summit Awards 2018                   | Citibeats                                           | Government & Citizen Engagement  | Spanien                |
| World Summit Awards 2018                   | Girlythings                                         | Health & Well-Being              | Pakistan               |
| World Summit Awards 2018                   | MedHealth TV                                        | Health & Well-Being              | Indien                 |
| World Summit Awards 2018                   | Complete Anatomy 2019                               | Health & Well-Being              | Irland                 |
| World Summit Awards 2018                   | Proximie                                            | Health & Well-Being              | Libanon                |
| World Summit Awards 2018                   | Clickmedix                                          | Health & Well-Being              | Vereinigte Staaten     |
| World Summit Awards 2018                   | Feelif                                              | Inclusion & Empowerment          | Slowenien              |
| World Summit Awards 2018                   | Deaf Pedia                                          | Inclusion & Empowerment          | Katar                  |
| World Summit Awards 2018                   | waytoB                                              | Inclusion & Empowerment          | Irland                 |
| World Summit Awards 2018                   | Virtual Assistant for School Inclusion and Autonomy | Inclusion & Empowerment          | Brasilien              |
| World Summit Awards 2018                   | R2T – Reach To Teach                                | Inclusion & Empowerment          | Libanon                |
| World Summit Awards 2018                   | Body Interact                                       | Learning & Education             | Portugal               |
| World Summit Awards 2018                   | Microcomputers for Kids                             | Learning & Education             | Litauen                |
| World Summit Awards 2018                   | GameLab Education                                   | Learning & Education             | Chile                  |
| World Summit Awards 2018                   | RAAJI                                               | Learning & Education             | Pakistan               |
| World Summit Awards 2018                   | M-Shule                                             | Learning & Education             | Kenia                  |
| World Summit Awards 2018                   | Via Verde Mobility                                  | Smart Settlements & Urbanization | Portugal               |
| World Summit Awards 2018                   | Jetty                                               | Smart Settlements & Urbanization | Mexiko                 |
| World Summit Awards 2018                   | WheeLog!                                            | Smart Settlements & Urbanization | Japan                  |
| World Summit Awards 2018                   | S!E: emergency                                      | Smart Settlements & Urbanization | Chile                  |
| World Summit Awards 2018                   | USHER System                                        | Smart Settlements & Urbanization | Philippinen            |
| World Summit Awards: Young Innovators 2018 | Feminism in India                                   | Young Innovators                 | Indien                 |
| World Summit Awards: Young Innovators 2018 | Leaf Global Fintech                                 | Young Innovators                 | Vereinigte Staaten     |
| World Summit Awards: Young Innovators 2018 | BioP India                                          | Young Innovators                 | Indien                 |
| World Summit Awards: Young Innovators 2018 | MAXOkada                                            | Young Innovators                 | Nigeria                |
| World Summit Awards: Young Innovators 2018 | Sign and Sound                                      | Young Innovators                 | Georgien               |